# Théorème de l'idéal principal
Ne doit pas être confondu avec Théorème des idéaux principaux de Krull.
En mathématiques, le théorème de l'idéal principal en théorie des corps de classes, assure que tout idéal de l'anneau des entiers d'un corps de nombres K, vu comme idéal de l'anneau des entiers du corps de classes de Hilbert de K, est principal.
Plus précisément :
- les extensions abéliennes, et les extensions non ramifiées, sont stables par compositum. Il existe donc une extension abélienne non ramifiée maximale L de K, appelée le corps de classes de Hilbert de K ;
- pour tout idéal I de l'anneau OK des entiers de K, l'idéal IOL de OL est principal.

Ce théorème a été conjecturé par Hilbert, et en 1930, Philipp Furtwängler en a achevé la preuve.